# Бил, Питер ван дер
Питер Кеньон Флеминг-Вольтелайн ван дер Бил (англ. Pieter Kenyon Fleming-Voltelyn van der Byl; 11 ноября 1923, Кейптаун — 15 ноября 1999, Каледон) — родезийский предприниматель, политик и государственный деятель южноафриканского происхождения, близкий сподвижник Яна Смита. Занимал министерские посты в правительствах Родезийского фронта. Руководил родезийской пропагандой, дипломатией, отчасти вооружёнными силами. Придерживался жёсткого курса, но в конце 1970-х выступил за компромисс c умеренными африканскими националистами. В независимой Зимбабве находился в оппозиции правительству Роберта Мугабе.

## Происхождение. Война и образование
Родился в семье африканерского военного и политика Питера ван дер Била-старшего, члена южноафриканского правительства Яна Смэтса. Учился в частной англиканской школе.
Во время Второй мировой войны служил в британских войсках антигитлеровской коалиции, воевал на Ближнем Востоке и в Европе. После демобилизации получил юридическое образование в Кембридже. Учился также в Гарвардской школе бизнеса и Витватерсрандском университете.

## Табачный агробизнесмен. Активист Родезийского фронта
В 1950 Питер ван дер Бил переехал в Южную Родезию и занялся табачным бизнесом. В 1957 возглавил крупную табачную корпорацию и региональное объединение белых родезийских фермеров. Считался одним из ведущих предпринимателей табачного кластера.
В бизнес-ассоциациях Питер ван дер Бил сблизился с предпринимателями и политиками Дугласом Лилфордом и Уинстоном Филдом. В 1962 вступил в созданную ими партию Родезийский фронт (RF). Был избран в Законодательное собрание Южной Родезии. На следующий год премьер-министр Филд назначил ван дер Била парламентским организатором RF. С 1964 ван дер Бил — секретарь министерства информации.
Во внутрипартийном конфликте весной 1964 Питер ван дер Бил — неожиданно для многих — поддержал не Уинстона Филда, а Яна Смита. Новый премьер назначил его заместителем министра информации. На этом посту ван дер Бил занимал радикальные проапартеидные позиции — выступал за независимость Родезии, резко критиковал британские власти за «потворство коммунизму» и Би-Би-Си за «пропаганду аморализма и преступности». Ведомство ван дер Била установило плотный контроль над родезийским радиовещанием. Ван дер Бил откровенно заявлял, что видит задачу не только в распространении информации, но и в ведении идеологической пропаганды, борьбе за права европейских поселенцев Родезии.
В мае 1965 Питер ван дер Бил активно участвовал в предвыборной кампании RF, агитируя бизнесменов за независимость Родезии. Он провёл также в Йоханнесбурге совещание руководителей горнодобывающих компаний ЮАР. В своих выступлениях ван дер Бил атаковал не только коммунизм, но и «крупный капитал США» — за «финансовую поддержку германских нацистов, российских большевиков и африканских коммунистов». Летом-осенью 1965 Питер ван дер Бил руководил внешнеполитической кампанией правительства Смита, стараясь добиться от властей и общественности Запада поддержки родезийской независимости.

## Сподвижник Яна Смита. Руководитель родезийской пропаганды
11 ноября 1965 Питер ван дер Бил присутствовал при акте подписания Декларации об односторонней независимости Родезии. Он быстро стал ведущим идеологом родезийского национализма. Повёл активную наступательную агитацию, угрожая войной и выжженной землёй, если британские войска попытаются силой подавить «родезийский мятеж против короны». При этом ван дер Бил, известный своим антикоммунизмом, говорил, что родезийцы «будут сражаться как сражалась Красная армия против нацистов в 1941». Ван дер Бил старался внушить родезийцам уверенность, убеждал в неэффективности международных санкций. Известный голландский журналист и военный историк Дан ван дер Ват называл ван дер Била «самым ярким из главарей белой Родезии».
Внутри Родезии ван дер Бил ввёл жёсткие цензурные порядки. Выступления против независимости пресекались, ряд иностранных журналистов был выслан из страны. Ван дер Бил выступал за максимально жёсткий политический курс, категорически противился каким-либо компромиссам с международным сообществом или африканскими повстанческими движениями.
Политика ван дер Била вызывала сильнейшее раздражение в британском правительстве Гарольда Вильсона. Со своей стороны, Ян Смит высоко ценил пропагандистские кампании ван дер Била. В 1968 Питер ван дер Бил возглавил министерство информации, иммиграции и туризма.
С начала 1970-х пропагандистский аппарат ван дер Била начал давать заметные сбои. Объяснения всех проблем происками коммунизма, нацизма и британского империализма, лакировка действительности, описания «счастливых туземцев», цензурный произвол и партийная монополизация телерадиовещания стали вызывать раздражение. В 1972 на съезде RF ван дер Бил подвергся критике за отсутствие видимых успехов по прорыву внешней изоляции и улучшению имиджа Родезии в мире. Однако Ян Смит продолжал относиться к нему с доверием.

## Министр обороны и иностранных дел. Военно-политические конфликты
В августе 1974 Питер ван дер Бил был назначен министром обороны и министром иностранных дел. Международная изоляция и гражданская война становились главными проблемами Родезии. Назначение на такие посты свидетельствовало о серьёзном влияние ван дер Била и высоком доверии к нему со стороны Смита.
Во главе военного и дипломатического ведомств ван дер Бил во многом воспроизводил прежние пропагандистские навыки. Он выступал с вдохновляющими речами, посещал армейские части на позициях. Такие действия (во многом копировавшие Уинстона Черчилля) повысили личную популярность министра, но не могли переломить тенденцию к ухудшению ситуации. Кроме того, к ван дер Билу в целом негативно относились военные профессионалы. Начальник родезийской спецслужбы Кен Флауэр пренебрежительно называл его действия «ковбойством».
Напряжённые отношения в Великобританией — в значительной степени результат антибританской пропаганды ван дер Била — сильно подрывали позиции Родезии на фоне установления в 1975 враждебного режима в Мозамбике. Нападки ван дер Била на Абеля Музореву осложняли контакты правительства с умеренными африканскими националистами. Угрозы бомбардировок деревень, где скрывались партизаны ZANU и ZAPU, вызывали массовое возмущение.
9 августа 1976 спецподразделение Скауты Селуса провело рейд на мозамбикской территории. Погибло более тысячи человек. Международная общественность возложила ответственность на ван дер Била. Помимо прочего, это осложнило отношения Родезии с единственным дружественным государством — ЮАР. Правительство Балтазара Форстера постепенно свернуло помощь Родезии. Персональные отношения между ван дер Билом и Форстером (несмотря на южноафриканское происхождение родезийского министра) были крайне неприязненны. Южноафриканский премьер называл родезийского министра «ужасным человеком». Ван дер Бил объяснял это давними политическими счётами, которые Национальная партия ЮАР имела к его отцу. Ещё яростнее, на грани ненормативной лексики, шли заочные перебранки ван дер Била с Робертом Мугабе.
В августе и сентябре 1975 ван дер Бил — второй человек в правительстве — отсутствовал на важнейших переговорах: с представителями африканской вооружённой оппозиции и с властями ЮАР. В 1976 он покинул пост министра обороны, но остался во главе родезийского МИД. В 1976—1978 был также министром общественных служб, в 1977—1979 - снова министром информации, иммиграции и туризма.
На Женевской конференции по урегулированию в Родезии в 1977 Питер ван дер Бил занял бескомпромиссную позицию и отклонил практически все предложения британских и американских посредников. (Аналогично поступили ZANU и ZAPU.) Планы урегулирования, выдвинутые американской администрацией Джимми Картера он расценил как «англо-американо-советское требование капитуляции».
Однако в том же году ван дер Бил впервые стал говорить о принципиальной возможности перехода к правлению негритянского большинства. В качестве желательного партнёра он называл теперь епископа Музореву.
В мае 1978 Питер ван дер Бил официально приветствовал подавление левого повстанческого движения в Заире.

## При демонтаже Родезии. Министр Зимбабве-Родезии
3 марта 1978 Ян Смит подписал с Абелем Музоревой, Джереми Чирау и Ндабанинги Ситоле соглашение о внутреннем урегулировании. Договорённости предусматривали проведение всеобщих выборов и создание многорасового правительства. На выборах в апреле 1979 победу одержал Объединённый африканский национальный совет епископа Музоревы. 1 июня 1979 было провозглашено создание государства Зимбабве-Родезия.
Правительство Зимбабве-Родезии возглавил Абель Музорева. Родезийский фронт получил 6 министерств из 23. В частности, Питер ван дер Бил возглавил министерство транспорта и энергетики и министерство связи.
ZANU и ZAPU бойкотировали этот процесс и продолжали вооружённую борьбу. Международное сообщество также осудило внутреннее урегулирование специальной резолюцией N 423 Совета Безопасности ООН. В конце 1979 в Лондоне состоялась Ланкастерхаузская конференция, на которой были согласованы иные условия независимости — обеспечившие приход к власти радикальных движений. Питер ван дер Бил не участвовал в конференции, обвиняя британское правительство в «вероломстве».
Незадолго до февральских выборов 1980 Питер ван дер Бил встретился с Яном Смитом и командующим родезийской армией генералом Питером Уоллсом. Обсуждались способы противодействия ZANU Мугабе. Смит и ван дер Бил настаивали на военном вмешательстве, если Мугабе одержит победу. Но Уоллс полагал время упущенным.

## В независимой Зимбабве. Уход из политики
На выборах 1980 уверенную победу одержал ZANU. Правительство независимой Зимбабве возглавил Роберт Мугабе.
Первоначально в парламенте была выделена квота для белого населения (20 мест из 100). Питер ван дер Бил был избран депутатом. Он оставался близким сподвижником Яна Смита, был вице-председателем Республиканского фронта/Консервативного альянса Зимбабве (переименованный RF). В своём последнем парламентском выступлении 10 сентября 1987 ван дер Бил положительно оценил деятельность Мугабе, но резко осудил тех белых политиков, которые пошли на союз с ZANU.
После отмены «белой квоты» в 1987 Питер ван дер Бил отошёл от политики. Сохранил крупное состояние, полученное от табачного бизнеса. Жил с семьёй преимущественно на территории ЮАР, в унаследованном имении. Вёл светскую жизнь, часто посещал Лондон. Поддерживал дружеские отношения с маркизом Солсбери, состоял в традиционном Клубе джентльменов.
Скончался Питер ван дер Бил в собственном имении, через четыре дня после своего 76-летия.

## Личность и семья
Женой Питера ван дер Била с 1979 была Шарлотта Мария Элеонора Лихтенштейнская — внучка последнего австро-венгерского императора Карла I. Супруги имели троих сыновей.
- Питер Винченц Ван дер Бил (род 1980)
- Валериан Ван дер Бил (род. 1982)
- Казимир Ван дер Бил (род. 1990)

Характерной чертой личности Питера ван дер Била являлись подчёркнуто аристократические манеры в поведении, речи, внешнем облике. Это объяснялось его службой в британских вооружённых силах и связями в лондонской элите, и потому вызывало резкое отторжение на его родине в ЮАР, особенно среди африканерских националистов, ненавидящих всё британское. При этом идеологически и политически они были ему близки.
В то же время депутат британского парламента от Консервативной партии Дуглас Хэрд называл ван дер Била «самой отталкивающей личностью» из всех с кем приходилось встречаться. В негативном плане он сравнивал ван дер Била с Манфредорм фон Рихтгофеном, характеризовал как «фальшивого англичанина», врага британских принципов, циничного интригана.
Питер ван дер Бил любил экзотическую африканскую охоту. В 1950 он застрелил в Анголе крупного слона, установив мировой рекорд, продержавшийся несколько лет. В 1994, в возрасте 71 года, получил ранение во время охоты на буйвола.
День рождения Питера ван дер Била — 11 ноября — совпадает с днём провозглашения независимости Родезии в 1965 (а также днём провозглашения независимости Анголы в 1975). В день провозглашения независимости Родезии 11 ноября 1965 ван дер Билу исполнилось 42 года.